# Raxifabia longicaulis
Raxifabia longicaulis is een mosdiertjessoort uit de familie van de Bifaxariidae. De wetenschappelijke naam van de soort is, als Bifaxaria longicaulis, voor het eerst geldig gepubliceerd in 1957 door Harmer.